# شهرستان اولشنگتسا
شهرستان اولشنگتسا (به لهستانی: Powiat Oleśnica) یک شهرستان در لهستان است که در استان سیلزی سفلی واقع شده‌است. شهرستان اولشنگتسا ۱٬۰۴۹٫۷۴ کیلومتر مربع مساحت و ۱۰۴٬۰۴۷ نفر جمعیت دارد.